# گوتسگابه
گوتسگابه (به آلمانی: Gottesgabe) یک شهر در آلمان است که در نوردوست‌مکلنبورگ واقع شده‌است. گوتسگابه ۸۶۲ نفر جمعیت دارد.